# القفلة (الجميمة)

تعديل مصدري - تعديل

القفلة هي إحدى قرى عزلة وادى غامس بمديرية الجميمة التابعة لمحافظة حجة، بلغ تعداد سكانها 48 نسمة حسب تعداد اليمن لعام 2004.